# Telegram Sam
"Telegram Sam" é uma canção da banda britânica de rock T. Rex, escrita por Marc Bolan e lançada como single em 21 de janeiro de 1972 pela Reprise Records e EMI Records, no Reino Unido e nos Estados Unidos, respectivamente. Aparece no álbum do mesmo ano, The Slider.
Foi o terceiro single número um do grupo no Reino Unido, permanecendo no topo das paradas por duas semanas antes de ser derrubada do topo por "Son of My Father" de Chicory Tip. O single foi gravado no Rosenberg Studios, em Copenhague, em novembro de 1971.

## Lançamento
"Telegram Sam" foi o primeiro single a ser lançado pelo selo de Bolan pela EMI Records, T. Rex Wax Co., e foi lançado em 21 de janeiro de 1972. No Reino Unido, o seu lado B apresentava duas canções, "Cadilac" e "Baby Strange".

## Recepção crítica
"Telegram Sam" não foi tão bem sucedida quanto "Get It On" no resto do mundo, e só atingiu seu pico no número 67 da parada musical Billboard Hot 100. Eventualmente, este foi o último single da banda nas tabelas musicais dos Estados Unidos.

## Outras versões
Em 1980, foi regravada pela banda de rock gótico Bauhaus, e alcançou o número 12 na Nova Zelândia. Também foi regravada pela banda croata de punk rock Psihomodo Pop.

## Ficha técnica
T. Rex
- Marc Bolan – vocais principais, guitarra elétrica
- Steve Currie – baixo elétrico
- Mickey Finn – congas
- Bill Legend – bateria

Músicos adicionais
- Howard Kaylan, Mark Volman – vocais de apoio
- Tony Visconti – produção, vocais de apoio

## Posição nas tabelas musicais
| Tabelas musicais (1972)            | Melhor posição |
| ---------------------------------- | -------------- |
| Austrália (Kent Music Report)      | 20             |
| Canadá (RPM)                       | 66             |
| França (SNEP)                      | 27             |
| Irlanda (IRMA)                     | 1              |
| Países Baixos (Single Top 100)     | 26             |
| Noruega (VG-lista)                 | 6              |
| Suíça (Schweizer Hitparade)        | 4              |
| Reino Unido (OCC)                  | 1              |
| Estados Unidos (Billboard Hot 100) | 67             |
| Alemanha (GfK)                     | 4              |